# Давидович Фокина, Алехандро
Алеха́ндро Давидо́вич Фо́кина (исп. Alejandro Davidóvich Fókina; род. 5 июня 1999, Малага, Испания) — испанский теннисист, победитель одного турнира ATP в парном разряде, победитель одного юниорского турнира Большого шлема в одиночном разряде (Уимблдон 2017).

## Общая информация
Родился и вырос в Ринкон-де-ла-Виктория. Отец, Эдуард Марк Давидович, имел двойное российско-шведское гражданство, был боксёром. Мать — Татьяна Фокина, русская. Есть брат — Марк. Начал играть в теннис в возрасте 2,5 лет вместе с отцом. Начал тренироваться с тренером Хорхе Агирре в возрасте 11 лет в теннисном клубе города Фуэнхирола. Игра Алехандро, по его словам, похожа на игру Новака Джоковича, однако вдохновляет Давидовича игра Роджера Федерера. Любимый удар — бэкхенд. Любимое покрытие — трава. Любимый турнир — Уимблдон.
Говорит на испанском, английском и русском языках.

## Спортивная карьера

### Юниорская карьера
Давидович Фокина был чемпионом Испании на уровнях U12, U15 и U18. Свою профессиональную теннисную карьеру он начал в 2016 году. Он выиграл свой первый турнир серии ITF на турнире Repentigny Internationaux de Tennis Junior, победив Феликса Оже-Альяссима со счётом 7-5, 6-7, 6-3 в полуфинале и Лиама Каруана со счётом 7-6, 7-6 в финале. В октябре 2016 он выиграл свой первый титул в парном разряде на турнире, проходившем в Нигерии, в паре с французским игроком Алексисом Клегу.
В апреле 2017 года, будучи юниором, Давидович Фокина дебютировал в квалификации на турнир ATP в Барселоне, получив «Уайлд-кард». В первом раунде квалификации Алехандро сенсационно обыграл соотечественника, Роберто Карбальеса Баэна. Во втором раунде он проиграл Сантьяго Хиральдо. В июне Давидович Фокина дошёл до полуфинала Открытого чемпионата Франции среди юниоров, но проиграл Алексею Попырину в двух сетах. В июле он выиграл титул на юниорском Уимблдоне в одиночном разряде, не проиграв по ходу турнира ни одного сета, победив в финале аргентинца Акселя Геллера.

### 2018

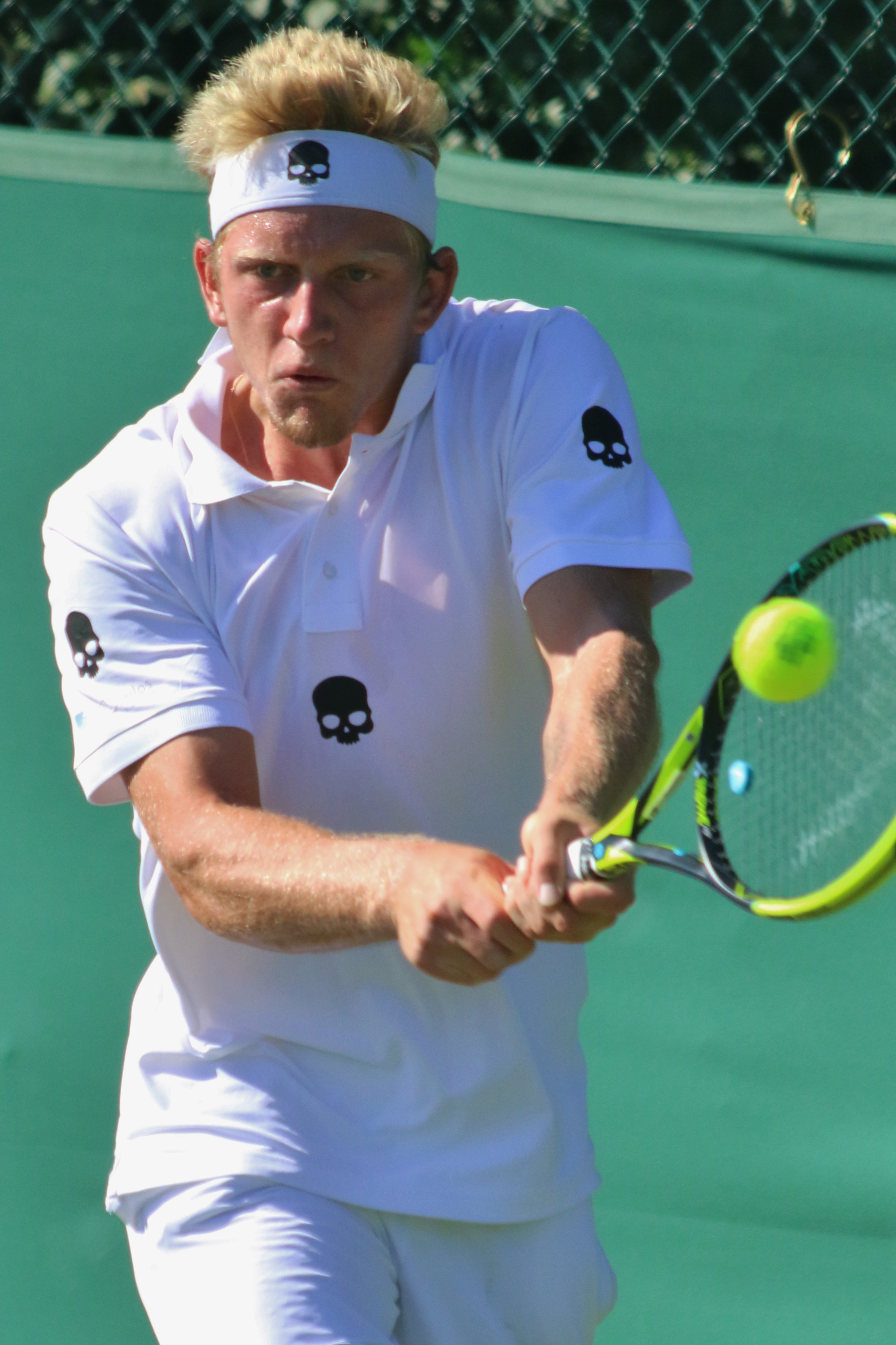
2018 год

В марте Давидович Фокина выиграл свой первый титул серии «фьючерс» в Квинта-до-Лаго (Португалия), победив Роберто Ортега Ольмедо со счётом 7-5, 4-6, 6-1. В мае получил «Уайлд-кард» для участия в квалификации к Мастерсу в Мадриде, но проиграл в первом же матче Тейлору Фрицу со счётом 6-3, 3-6, 3-6. В мае на «челленджере» в Лиссабоне он победил Алекса де Минора со счетом 7-6, 6-4 в первом раунде. Затем он проиграл Кристиану Харрисону со счётом 7-5, 6-7, 1-6 во втором раунде. Во втором раунде квалификации на Уимблдонский турнир Алехандро уступил Питеру Полански со счетом 5-7, 2-6. В сентябре Давидович Фокина дошёл до своего первого финала на турнире серии «челленджер» в Польше, но проиграл Гвидо Андреоцци в трех сетах. Во время своего азиатского турне он дошел до четвертьфинала на «челленджере» в Личжоу и полуфинала «челленджера» в Шэньчжэне.

### 2019
В 2019 году Давидович Фокина начал сезон с квалификации на Открытый чемпионат Австралии. В первом раунде он обыграл Даниэля Химено Травера со счётом 7-5, 7-6. Во втором раунде проиграл Киммеру Копеянсу в трёх сетах. Он дошел до четвертьфинала на челленджере в Ченнаи (Индия) и до финала на челленджере в Бангкоке (Таиланд), который он проиграл Джеймсу Дакворту. Он дошел в полуфинала турнира в Мербелье, но проиграл Пабло Андухару в трех сетах. В апреле на турнире в Марокко Алехандро через квалификацию пробился в основную сетку турнира и сыграл свой первый матч в основной сетке турнира ATP в карьере, но проиграл со счётом 6-7, 5-7 Филиппу Кольшрайберу. Позже в том же месяце он дошёл до полуфинала Открытого чемпионата Эшторила. Он также пробился в основную сетку через квалификацию, обыграв Дэниела Эванса в финальном квалификационном раунде. В основной сетке он обыграл в четвертьфинале француза Гаэля Монфиса, по ходу матча проиграв первый сет. В сентябре он выиграл свой первый челленджер в Севилье (Испания), победив в финале соотечественника Хауме Муньара. Всего через месяц после этого триумфа он выиграл свой второй титул на «челленджере» в Лючжоу, победив в финале Дениса Истомина.

### 2020
В 2020 году Давидович Фокина впервые в карьере вышел во второй круг турнира Большого шлема на Открытом чемпионате Австралии. Он обыграл Норберта Гомбоша в упорнейшем поединке из 5 сетов. Во втором круге он проиграл Диего Шварцману. На турнире в Сантьяго он выиграл свой первый титул ATP в парном разряде вместе с соотечественником Роберто Карбальесом Баэной.
На Открытом чемпионате США впервые в карьере дошёл до 4-го круга турнира Большого шлема, обыграв Денниса Новака, Хуберта Хуркача и Кэмерона Норри. В 4-м круге Давидович Фокина проиграл Александру Звереву (2-6, 2-6, 1-6).

### 2021
В 2021 году Алехандро пробился в свой первый четвертьфинал мэйджора. На Ролан Гаррос поочередно обыграл Михаила Кукушкина, Ботика ван де Зандсхюлпа, Каспера Рууда и Федерико Дельбониса. За два шага до финала снова наткнулся на Александра Зверева, которому снова уступил в трёх сетах (4-6, 1-6, 1-6).

### 2022: финал Мастерса в Монте-Карло
На Открытом чемпионате Австралии проиграл во втором круге девятой ракетке мира Феликсу Оже-Альяссиму, все 4 сета завершились тай-брейками, из которых Давидович выиграл только второй.
В апреле на турнире серии Мастерс в Монте-Карло во втором круге обыграл Новака Джоковича со счётом 6-3, 6-7(5), 6-1. После этого выиграл ещё три матча и впервые в карьере вышел в финал турнира ATP. В решающем матче проиграл Стефаносу Циципасу. Благодаря этому успеху поднялся с 46-го на 28-е место в рейтинге.
На Открытом чемпионате Франции был посеян под 25-м номером и уже в первом круге проиграл Таллону Грикспору — 6-2, 0-6, 4-6, 3-6. Из-за того, что не смог защитить очки за прошлогодний турнир, откатился в рейтинге за пределы топ-40.
На Открытом чемпионате США дошёл до четвёртого круга, где в пяти сетах уступил Маттео Берреттини — 6-3, 6-7(2), 3-6, 6-4, 2-6.
После Открытого чемпионата США проиграл 4 матча на 4 турнирах.

## Рейтинг на конец года
| Год  | Одиночный рейтинг | Парный рейтинг |
| 2024 | 61                | 856            |
| 2023 | 26                | 583            |
| 2022 | 31                | 410            |
| 2021 | 50                | 244            |
| 2020 | 52                | 225            |
| 2019 | 87                | 960            |
| 2018 | 237               | 560            |
| 2017 | 496               | 1238           |
| 2016 | 857               | 883            |
| 2016 | 1469              |                |

По данным официального сайта ATP на последнюю неделю года.

## Выступления на турнирах

### Финалы турнировATPв одиночном разряде (4)

#### Поражения (4)
| Легенда                     |
| --------------------------- |
| Турниры Большого шлема (0)* |
| Итоговый турнир ATP (0)     |
| Мастерс (0)                 |
| АТР 500 (0)                 |
| АТР 250 (0+1)               |

| Титулы по покрытиям | Титулы по месту проведения матчей турнира |
| ------------------- | ----------------------------------------- |
| Хард (0)*           | Зал (0)                                   |
| Грунт (0+1)         | Зал (0)                                   |
| Трава (0)           | Открытый воздух (0+1)                     |
| Ковёр (0)           | Открытый воздух (0+1)                     |

* количество побед в одиночном разряде + количество побед в парном разряде.
| №  | Дата            | Турнир              | Покрытие | Соперник в финале | Счёт        |
| 1. | 17 апреля 2022  | Монте-Карло, Монако | Грунт    | Стефанос Циципас  | 3-6 6-7(3)  |
| 2. | 16 февраля 2025 | Делрей-Бич, США     | Хард     | Миомир Кецманович | 6-3 1-6 5-7 |
| 3. | 2 марта 2025    | Акапулько, Мексика  | Хард     | Томаш Махач       | 6-7(6) 2-6  |
| 4. | 27 июля 2025    | Вашингтон, США      | Хард     | Алекс де Минаур   | 7-5 1-6 6-7 |

### Финалы турнировATPв парном разряде (1)

#### Победа (1)
| №  | Дата            | Турнир         | Покрытие | Партнёр                 | Соперники в финале            | Счёт       |
| 1. | 29 февраля 2020 | Сантьяго, Чили | Грунт    | Роберто Карбальес Баэна | Марсело Аревало Джонни О'Мара | 7-6(3) 6-1 |

### Финалы командных турниров (1)

#### Поражение (1)
| №  | Год  | Турнир    | Команда                                                                                   | Соперник в финале                                        | Счёт |
| 1. | 2022 | Кубок ATP | Испания · Р. Баутиста Агут, А. Давидович Фокина, П. Карреньо Буста, П. Мартинес, А. Рамос | Канада · С. Диес, Ф. Оже-Альяссим, Д. Шаповалов, Б. Шнур | 0-2  |